# Nycteris tragata
Nycteris tragata es una especie de murciélago de la familia Nycteridae.

## Distribución geográfica
Se encuentra en Brunéi, Indonesia Malasia, México, Tailandia y Birmania.